# بحور الصين (فلم 1935)
بحور الصين (بالإنجليزية: China Seas) فيلم مغامرات رومانسي أمريكي عرض في أغسطس من العام 1935، من إخراج تاي غارنيت، وبطولة كلارك غيبل.

## روابط خارجية
- مقالات تستعمل روابط فنية بلا صلة مع ويكي بيانات